# Karl Heinrich di Nassau-Siegen
Karl Heinrich di Nassau-Siegen, in lingua tedesca Karl Heinrich Nikolaus Otto, Prinz von Nassau-Siegen ed in lingua francese Charles Henri Nicolas Othon, prince de Nassau-Siegen (Senarpont, 5 gennaio 1743 – Tynna, 10 aprile 1808), è stato un avventuriero e ufficiale francese.
L'origine genealogica di Karl Heinrich è controversa. Egli era figlio di Maximilien Guillaume Adolphe, deceduto nel 1748, e della nobildonna francese Amicie de Monchy († 1752). Al padre venne riconosciuta postuma (1756), dalla magistratura francese, la discendenza legittimata da Emanuele Ignazio di Nassau-Siegen († 1735), uno dei figli cadetti del principe Giovanni Francesco Desiderato di Nassau-Siegen, che aveva sposato la nobile francese Charlotte de Mailly-Nesle († 1769). Sulla base di tale sentenza Karl Heinrich si fregiava del titolo di Principe di Nassau-Siegen, anche se nessuno degli appartenenti alla famiglia dei Nassau lo volle riconoscere.

## Biografia

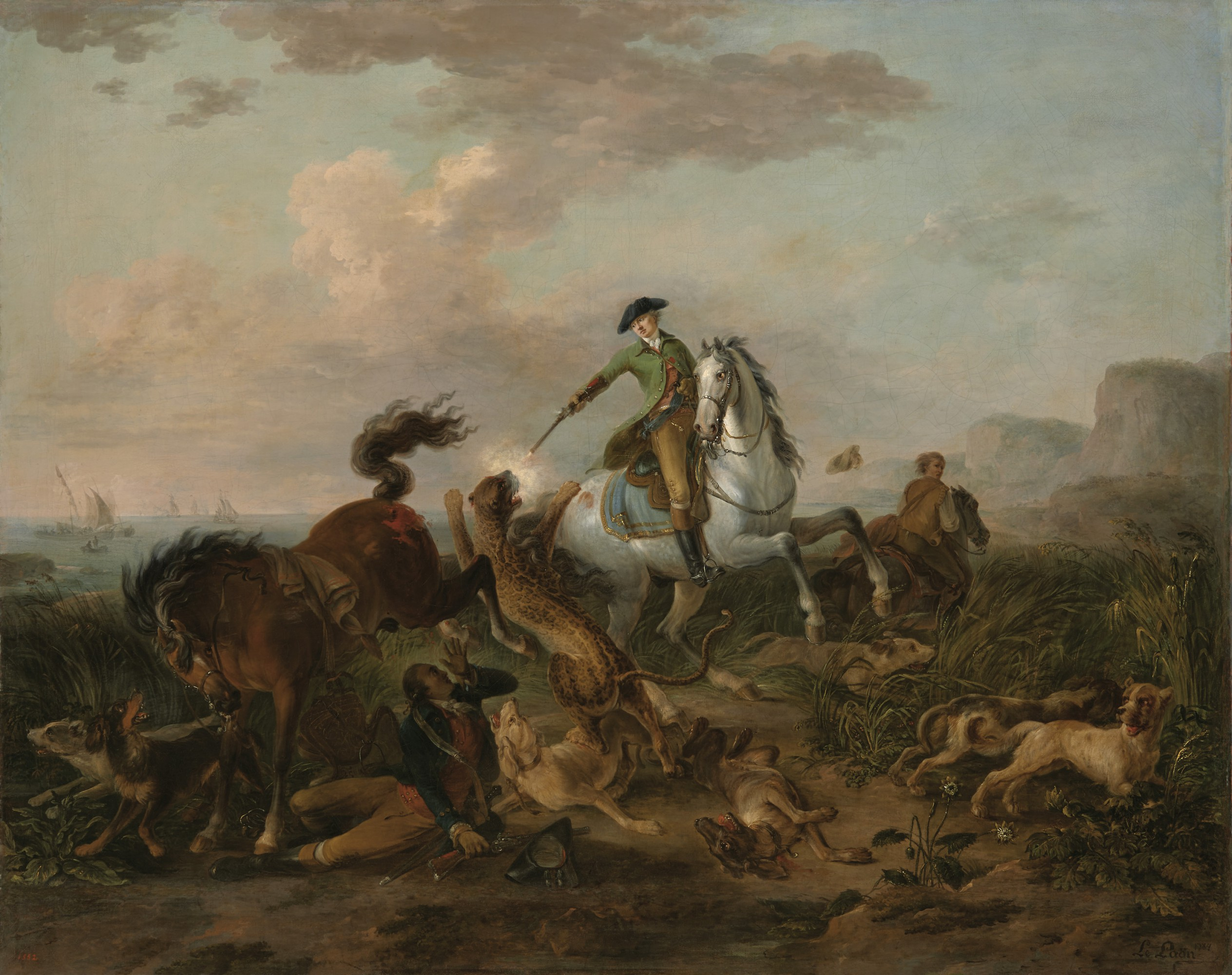
Jean-Baptiste Le Paon, Il Principe di Nassau a caccia di un giaguaro, 1784, olio su tela, Varsavia, Palazzo Łazienki

All'età di quindici anni egli si arruolò nella Marine royale francese.
Karl Heinrich condusse un'esistenza di libertino e di giocatore d'azzardo presso le corti di Vienna, Varsavia, Madrid e Versailles. In fuga dai suoi creditori, decise nel 1766 di aggregarsi alla spedizione di circumnavigazione del globo organizzata dal Bougainville. Durante questo viaggio Karl Heinrich sviluppò una certa abilità diplomatica nei contatti con gli abitanti delle isole dei mari del sud. Così, ad esempio, nel 1768 riuscì a convincere Ereti, il re dei Tahitiani, delle amichevoli intenzioni dei francesi.
Dopo il rientro in Francia della spedizione, nel 1769, coronato da successo, Karl Heinrich intraprese la carriera militare, combattendo nel teatro di guerra europeo a servizio della Francia, della Spagna e dell'impero russo. Nel 1779 intraprese uno sfortunato tentativo di occupare l'Isola di Jersey, quindi entrò a servizio dell'esercito spagnolo di Carlo III di Spagna con l'assedio di Gibilterra  (1779-1783) e venne nominato Grande di Spagna di prima classe. Nel 1783 venne nominato contrammiraglio della Marina imperiale russa dalla zarina Caterina II e nel 1788, nel corso della Guerra russo-turca del 1787/1792, combatté contro un'ampiamente superiore flotta turca nella battaglia navale di Očakiv, grazie alla quale l'esercito russo poté metter fine all'assedio della città, occupandola. Nella guerra russo-svedese 1788/1790 combatté nella prima battaglia dello Svensksund (24/25 agosto 1789) contro gli svedesi di Gustavo III e nella battaglia della baia di Vyborg del 1790.
Il 9 luglio 1790 egli subì però una dura sconfitta nella seconda battaglia dello Svensksund, nella quale perdette un terzo della sua flotta.
Dopo di che egli venne inviato dalla zarina sul fronte del Reno, ove doveva combattere contro l'esercito rivoluzionario francese. Dopo la pace di Amiens del 1802 egli rientrò in Francia, ove inutilmente sollecitò l'assegnazione di un posto nell'esercito napoleonico. Karl Heinrich tornò quindi in Russia, ove nel 1808 morì nei suoi possedimenti di Tynna, in Ucraina.
Nei suoi numerosi viaggi egli aveva fatto la conoscenza con molti personaggi divenuti famosi, quali, fra gli altri, Giacomo Casanova nel 1783 a Spa in Belgio e lo scienziato naturalista Georg Forster nel 1784 a Hrodna.
Nel 1780 Karl Heinrich aveva sposato la contessa polacca Karolina Gozdzka (1747 - 1807), ma la coppia non ebbe figli.

## Onorificenze
- Cavaliere dell'Ordine dell'aquila bianca (1774)
- Commanderia dell'Ordine di San Giorgio (1788)
- Cavaliere dell'Ordine di Sant'Andrea (1789)